# Karl Egli
Karl Egli, född 23 juli 1865, död 11 juni 1925, var en schweizisk militär och författare.
Egli blev överste 1909, brigadchef 1912, och vid mobiliseringen 1914 souschef vid generalstabsavdelningen. Egli anklagades 1916 för "neutralitetsbrott" men frikändes, varefter han samma år erhöll avsked ur aktiv tjänst. Han ägnade sig därefter åt militärt författarskap och har bland annat utgett Schweizer Heereskunde (1916), Zwei Jahre Weltkrige (1917, fortsättning Drei Jahre Weltkriege 1918 och Vier Jahre Weltkriege 1920).